# 芬兰—越南关系
越南－芬兰关系是指越南和芬兰历史上与现代的雙邊關係，现代则多指越南社会主义共和国與芬兰共和国的外交关系。

## 政治交流
冷戰初期，芬兰政府于1956年事实上承認了越南共和國（南越），但受到苏联以及该国不承认分裂国家的影响，芬兰没有与南越建交。在越南战争期间也呼吁冲突方通过谈判解决問題。1972年12月，芬兰政府给予越南民主共和國（北越）正式外交承认，并谴责了美國對北越的空襲行動，并于翌年1月25日与之建交；但基于越南战争局势的考量，仍然没有给予南越外交承认，直到1975年南越覆亡。而在南越覆亡数日后，芬兰政府宣布给予越南南方共和國外交承认。
隨著1976年越南統一，新成立的越南社會主義共和國繼承了北越及越南南方共和國與芬兰的邦交，越南總理范文同也在1977年第一次出訪了芬兰。1979年，在柬越战争期间，芬兰政府谴责了一切武力威胁行为，并呼籲越南及其他冲突方通过談判解決問題。不过基于其中立政策，芬兰政府没有停止对越南的人道主义援助。
隨著革新开放政策的實施，越南實行經濟改革，並對外開放，加強與包括芬兰在內的西方國家的外交關係；越、芬雙邊關係得到了進一步發展。先是越南總理武文杰、潘文凯相继於1995年、1999年訪問芬兰，其后芬兰总理马蒂·万哈宁也于2004年10月赴越南参加第五屆亞歐會議，開啟了雙邊高层互訪；翌年，越南政府也在芬兰首都赫尔辛基设立了常驻大使馆，以进一步深化双边关系。

## 经贸交流
自革新开放以来，越南、芬兰两国经贸关系也取得了一些积极进展；越南駐瑞典大使館的商务处也兼辖该国对芬兰的商贸资讯业务。据經濟複雜性研究中心统计，2020年，越、芬双边贸易额达到约4.7亿美元，其中，芬兰出口1.65亿美元，主要出口产品有船用螺旋槳、機械及鋸材等；而越南出口约3亿美元，主要出口音像設備、鞋類等。越南政府也致力於吸引芬兰投資，截至2020年，芬兰已经在越南拥有投资项目29个，投资额超过2,300万美元。
2008年，芬兰总统塔里娅·哈洛宁访问越南期间，两国签署促进和保护投资协定，為兩國經貿合作的進一步發展提供了法理依據；2020年8月，越南与包括芬兰在内的歐洲聯盟成員國签署的《歐盟與越南自由貿易協定》生效，越南媒体报道指出，越欧自贸协定将有助于越南应对逆全球化和贸易保护主义、加强与欧盟的全面合作伙伴关系、并更加有效地吸引芬兰等国的外资和先进技术。

## 人文交流

### 旅行与簽證

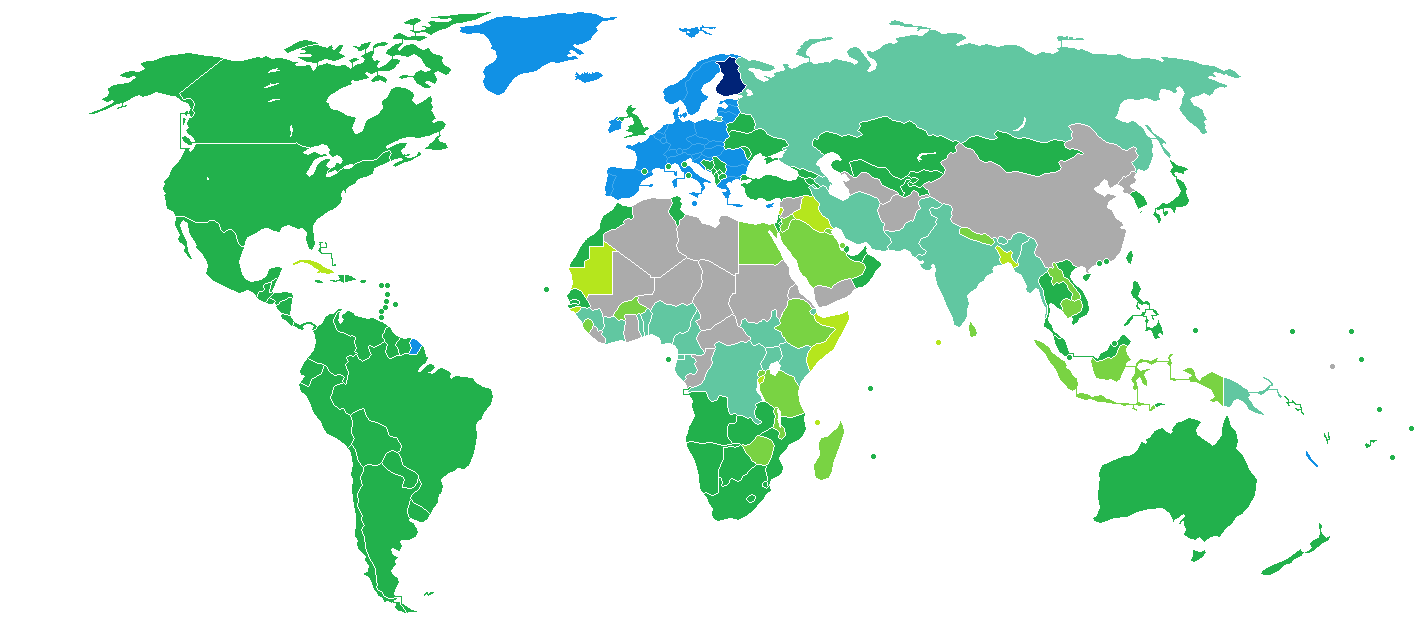
持芬兰护照的芬兰公民簽證要求分布圖：入境越南可以免簽證。

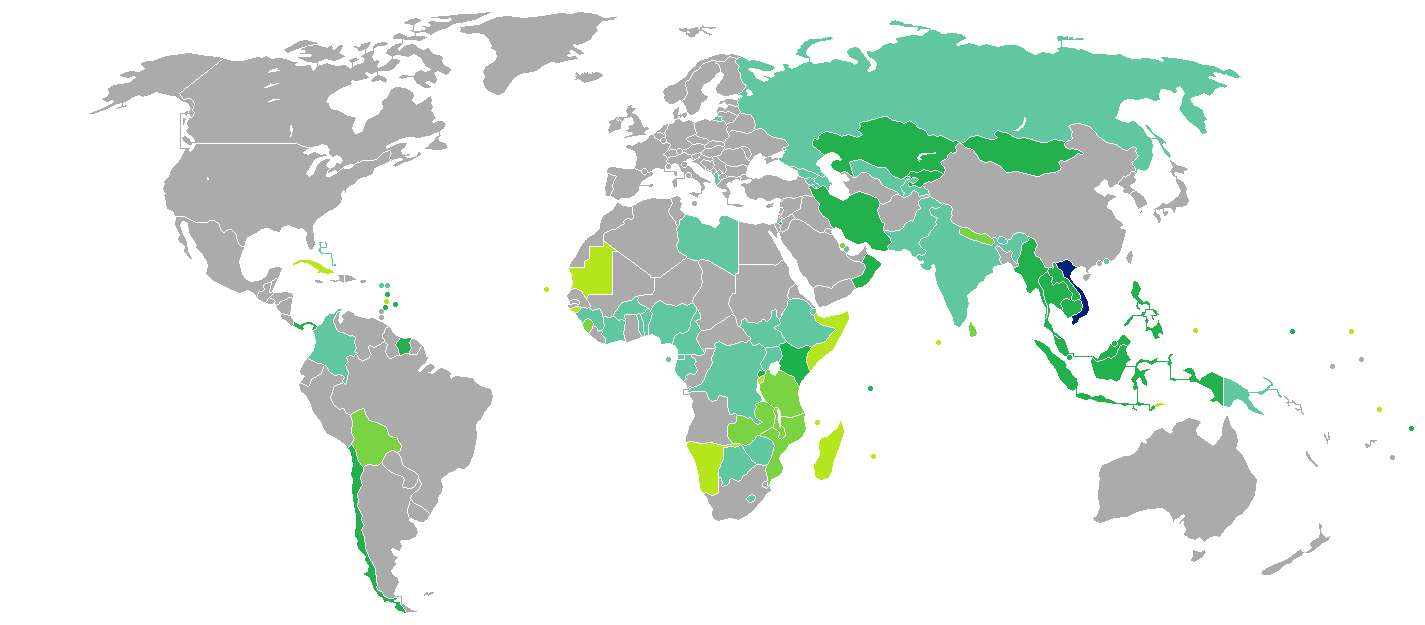
持越南護照的越南公民簽證要求分布圖：入境芬兰必须申请签证。

基于促进本国旅游业的发展的需要，越南政府单方面给予持芬兰护照的芬兰公民免签证入境待遇，可停留最多15天。自2023年7月起，停留日数由15天延长至45天。而越南公民则必须提前申请签证方可入境芬兰。

### 侨民
在越南战争结束后，一些越南人逃离了被共产主义政权占领的南越，沦为越南船民，芬兰政府也在1975年至1990年間接受了不少难民，他们被芬兰政府安置在各地，并得到了政府救济与就业辅导，以帮助他们融入芬兰社会。經過多年的生活，這些越裔大都較好地融入了芬兰社會，截至2022年，芬兰国内有越南裔约1万人，主要居住在该国首都赫尔辛基及邻近的万塔、埃斯波等城市，并成立了旅居芬兰越南人协会，越南駐芬兰大使館也時常舉辦活動，與當地越僑加強交流。

### 藝文與教育
在教育培訓方面，芬兰政府开展了一些项目计划以协助越南推进教育领域进步发展；2016年1月，包括图尔库大学、坦佩雷大学及东芬兰大学在内的芬兰大学联盟与越南胡志明市自然科学大学签署了合作协议，芬兰大学联盟将向越南留学生提供奖学金赴芬兰留学，并协助越南培养信息技术、信息安全领域的人才；其后在芬兰留学的越南留学生人数逐年增加，已经由2016年的500人增加至2,500人。在藝文領域，芬兰—越南友好协会等民间组织也与越南大使馆合作，不仅帮助越南提供人道主义援助，也在芬兰国内推广越南文化及赴越旅游，并为芬兰企业赴越南投资等事宜提供了咨询。

### 援助
自1973年建立邦交以来，芬兰长期为越南提供人道主义援助，至2021年以来，援助资金总额达到3.4亿美元，芬兰政府已经在空氣質量和預報、氣象服務發展、水資源可持續管理、開發水产食物鏈質量管理系統及森林資源的可持續性等领域给予越南技术性援助；也通过优惠信贷计划帮助越南在卫生、电力、垃圾回收处理、给排水等领域提高水平。芬兰政府亦支持越南自身創新體係进步發展，加強了對成長型企業的支持，并在一定程度上提高了越南創業和創新培訓的水平。